# Isopterygium hasimotoi
Isopterygium hasimotoi är en bladmossart som beskrevs av Kyuichi Sakurai 1942. Isopterygium hasimotoi ingår i släktet Isopterygium och familjen Hypnaceae. Inga underarter finns listade i Catalogue of Life.